# Žernovník
Žernovník (en allemand : Scherownik) est une commune du district de Blansko, dans la région de Moravie-du-Sud, en République tchèque. Sa population s'élevait à 259 habitants en 2020.

## Géographie
Žernovník se trouve à 7 km à l'ouest de Rájec-Jestřebí, à 9 km au nord-nord-ouest de Blansko, à 25 km au nord-nord-ouest de Brno et à 169 km à l'est-sud-est de Prague.
La commune est limitée par Býkovice au nord, par Černá Hora à l'est, par Malá Lhota au sud, par Lubě à l'est et par Brťov-Jeneč à l'ouest et au nord-ouest.

## Histoire
La première mention écrite de la localité date de 1351.